# 金津谷村
金津谷村（かなつたにむら）は石川県河北郡にあった村。現在のかほく市の中部、七尾線横山駅から市の東端までの一帯にあたる。

## 地理
- 山 ： 丸山
- 河川 ： 宇ノ気川

## 歴史
- 1889年（明治22年）4月1日 - 町村制の施行により、河北郡横山村、谷村、笠島村、上田名村、余地村及び若緑村を廃し、その区域をもって河北郡金津谷村を設置する。
- 1907年（明治40年）8月10日 - 河北郡高松村及び金津谷村を廃し、その区域をもって河北郡高松村を設置する。

## 交通

### 鉄道路線
- 国有鉄道
  - （後の七尾線）
    - 横山駅